# Marcia (Gattin Catos)
Marcia (* um 80 v. Chr.; † nach 49 v. Chr.) war ein Mitglied des altrömischen Plebejergeschlechts der Marcier und die zweite Gattin des spätrepublikanischen römischen Politikers Marcus Porcius Cato Uticensis.
Marcia war die Tochter des Konsuls von 56 v. Chr., Lucius Marcius Philippus, und dessen erster Gattin. Der etwa gleichaltrige Bruder Marcias hieß ebenso wie sein Vater Lucius Marcius Philippus, bekleidete 38 v. Chr. das Suffektkonsulat und war ein Stiefbruder Octavians (des späteren Kaisers Augustus). Spätestens 61 v. Chr. ging Marcia eine Ehe mit dem etwa 15 Jahre älteren Cato ein, der sich zuvor von seiner ersten Gemahlin Atilia hatte scheiden lassen. Das Ehepaar bekam einen Sohn, der vermutlich das Pränomen Lucius erhielt, sowie zwei Töchter namens Porcia; die späteren Schicksale dieser Kinder sind nicht bekannt. Nachdem Cato 56 v. Chr. aus Zypern zurückgekehrt war, gelang es Marcia, eine vorübergehende Verstimmung zwischen ihrem Gatten und dessen guten Freund Munatius Rufus auszuräumen.
Zwischen etwa 55 und 52 v. Chr. ersuchte der bereits etwa 60-jährige Redner Quintus Hortensius Hortalus seinen Freund Cato, ihm seine junge Gemahlin abzutreten, denn Hortensius erhoffte sich von einer solchen Beziehung noch Nachwuchs. Cato hatte nichts dagegen einzuwenden, stellte aber die Bedingung, dass auch Marcias Vater das Eheprojekt billigen müsse. Nachdem Philippus seine Einwilligung gegeben hatte, ließ sich Cato von Marcia scheiden. Danach heiratete die junge Frau Hortensius und lebte mit ihm zusammen, bis er 50 v. Chr. verschied. Sie erbte das große Vermögen des Verstorbenen und kehrte zu ihrem ersten Gemahl Cato zurück. Als Anfang 49 v. Chr. der römische Bürgerkrieg zwischen Gnaeus Pompeius Magnus und Gaius Iulius Caesar ausbrach und letzterer gegen Italien vorrückte, reiste Cato aus Rom ab, ließ Marcia zurück und übertrug ihr die Aufsicht über sein Haus und seine noch minderjährigen Töchter.
Dieser Fall fand von Anfang an viel Beachtung und erlangte früh Eingang in die Pamphletliteratur. So griff Caesar seinen politischen Gegenspieler Cato deswegen in dem verlorenen Anticato an und unterstellte ihm, dass er Marcia nur deshalb Hortensius überlassen habe, um sie nach dessen Tod als reiche Witwe zurücknehmen zu können. Eine Rechtfertigung für Catos Verhalten suchten dessen stoische Sympathisanten, etwa Seneca, zu geben. Später wurde der Fall auch zum Thema von Übungsreden in Rhetorenschulen gemacht. Christliche Autoren brandmarkten Catos Vorgangsweise als Exempel heidnischer Lasterhaftigkeit.